# 晶体管收音机

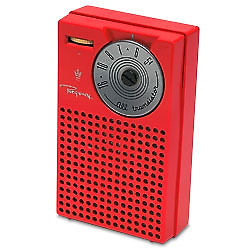
Regency TR-1

晶体管收音是一种小型的基于晶体管的无线电接收机。 历史上的“晶体管收音机”专指单声道接受 540－1600千周频率的调幅广播波段收音机。

## 历史
第一款民用晶体管收音机叫做Regency TR-1，由美国印第安纳州的印第安纳波利斯市工业发展工程师协会Regency部研制，于1954年11月投入市场。当时价格49.95美元（相当于2005年的361美元），售出了大约15万部。美国市场上，晶体管收音机直到1960年代早期才降到20美元以下； 后来“香港制造”大量涌入美国，进一步把价格降到10美元以下。 
晶体管收音机的放大单元使用晶体管代替了电子管，因而比电子管收音机更小巧，更省电。1950年代典型的便携式（电子管）收音机大小如同午餐盒，内置多个大型电池：一个或者多个A型电池负责加热电子管灯丝，剩下的45－90伏特“B”型电池给其他电路供电。而一个晶体管收音机完全可以装到口袋里，重量不过250克，用手电筒的电池或者单节9V电池供电。（现今常见的地9V 电池特别的用于功率晶体管收音机）。

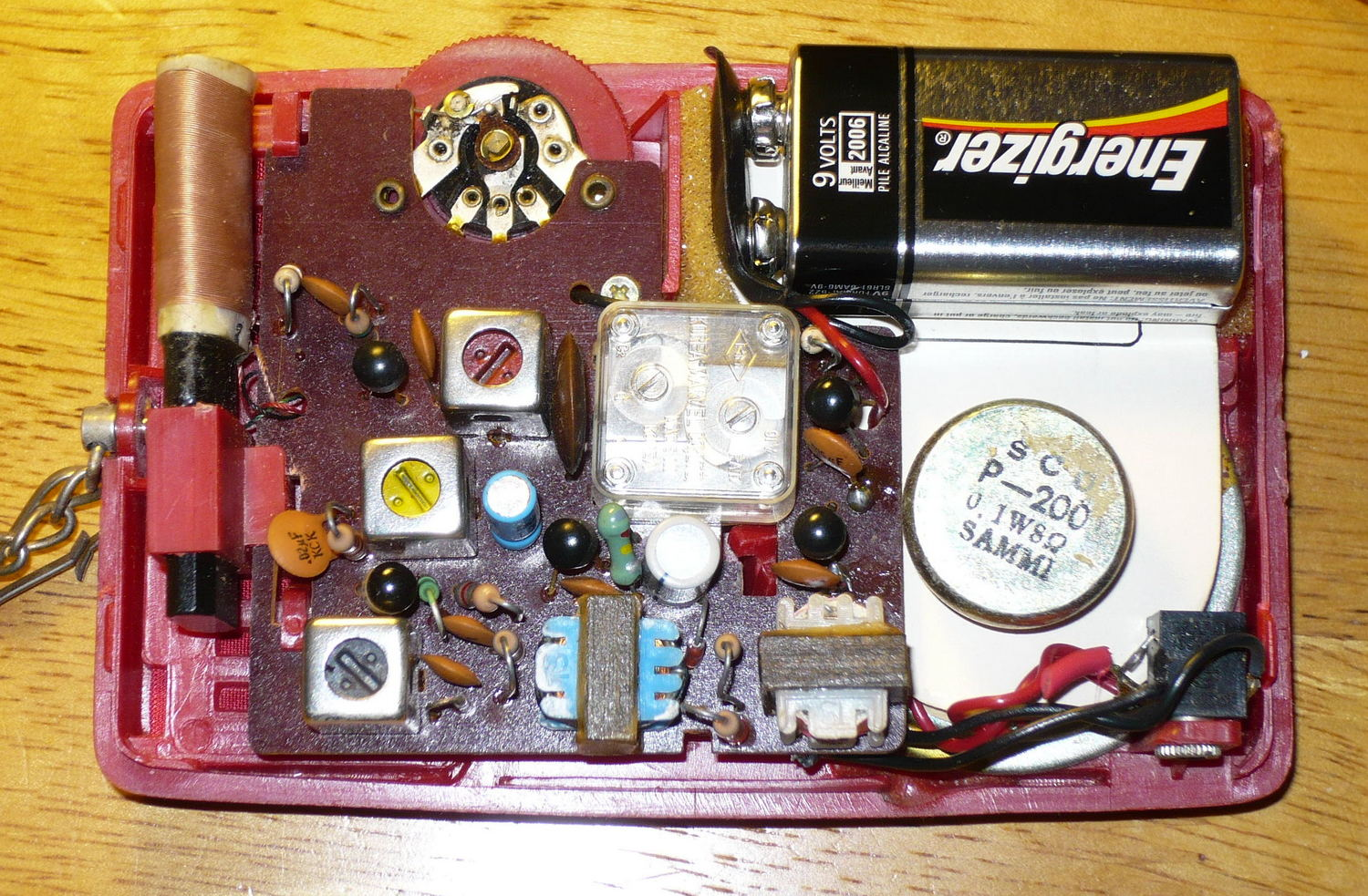
七十年代香港制造的超外差晶体管收音机

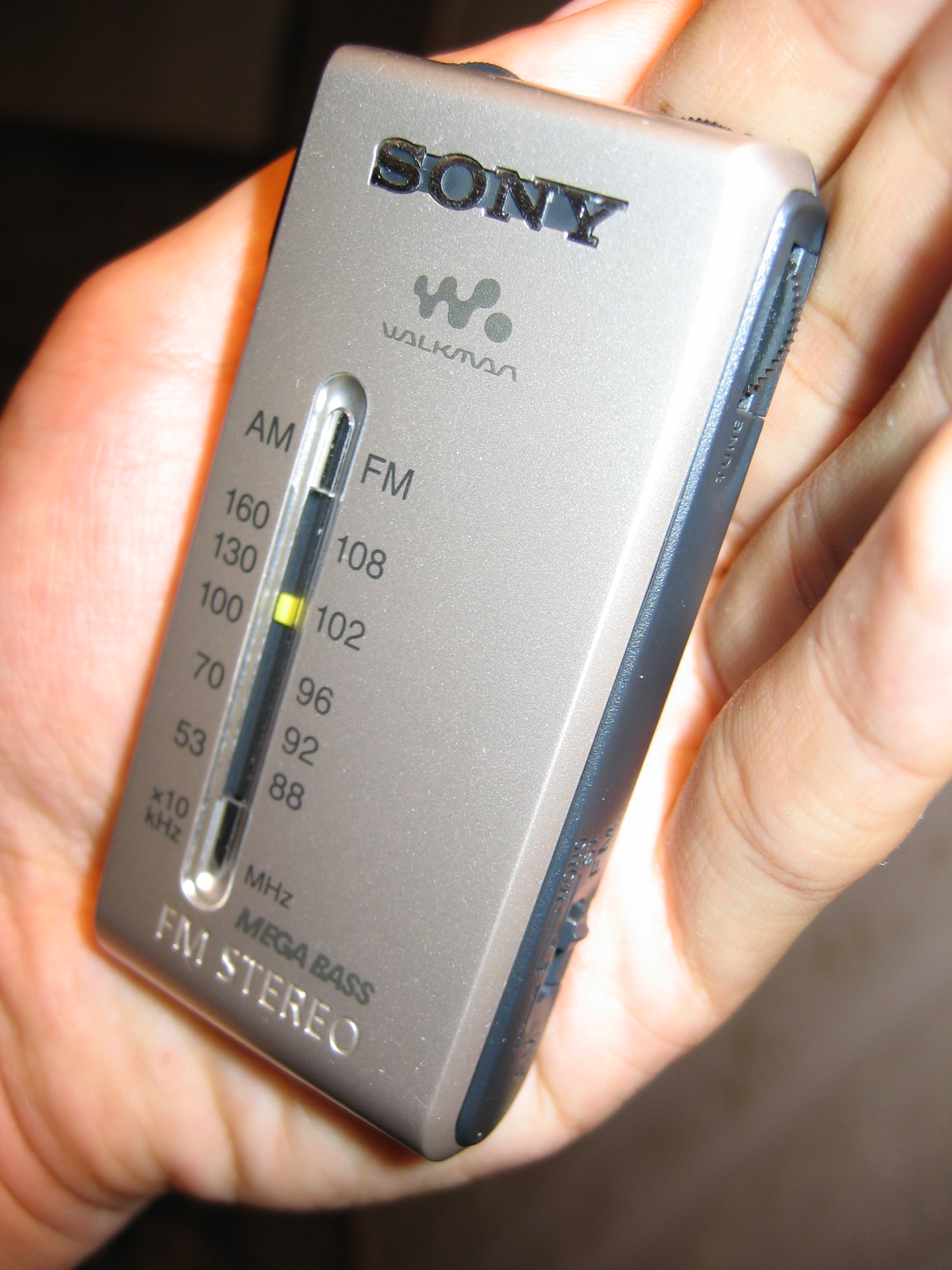
一个现代晶体管收音机（索尼Walkman SRF-S84晶体管收音机，2001释出，不包括耳机）

晶体管收音机是现存的众多通讯设备中最简单的。据估算世界上至少现存70亿台，几乎所有的都能收听普通中波节目，而收听调频节目的机型百分比也在飞速增长。有些还能收听短波广播。大多数使用电池供电。 他们因为使用先进的电子技术把数百万的原件集成到一块集成电路或芯片上变得相当小巧和廉价。 词缀“晶体管”现在基本上指旧式小型收音机，也指代一些小型收音机，但是这个概念本身在今天已经不再使用，因为实质上无论收音机是不是袖珍型都是基于晶体管的。

## 参看
- 无线电广播

## 注解
1. ↑  千周是一个較古老的概念，等同于我们今天使用的千赫兹（KHz）。赫兹是1960年引入的标准频率单位 (取代周期每秒)，直到1970年代後才普遍使用。

## 延伸閱讀
- Regency TR-1 系列, 索尼晶体管收音机, 旧式微型晶体管收音机, 美国袖珍式晶体管收音机尽在  EricWrobbel.com （页面存档备份，存于）
- Michael F. Wolff: 6个月项目的秘密。为什么德州仪器在1954年圣诞将首款晶体管收音机推向市场，以及怎样运作的，64-69页
- 晶体管收音机：1954-1968 (Schiffer Book for Collectors) 作者 Norman R. Smith
- 日本制造：1950和60年代的晶体管收音机  作者 Handy, Erbe, Blackham, Antonier(1993)(ISBN 081180271X)
- 美国人生活中的便鞋收音机 作者 亚历桑那大学 Michael Brian Schiffer教授，Ph.D.（亚历桑那大学出版社，1991）.
- Restoring Pocket Radios (DVD) by Ron Mansfield and Eric Wrobbel. (ChildhoodRadios.com, 2002).
- 莎拉的晶体管收音机（网站）  Sarah Lowrey www.transistor.org